# Ewald Dienhart
Johann Peter Maria Ewald Dienhart (* 14. April 1902 in Wehlen, Bernkastel-Kues; † 21. Juni 1987 in Morbach) war ein deutscher Nationalsozialist.

## Leben
Ewald Dienhart besuchte von 1908 bis 1912 die Volksschule in Wehlen. Seine schulische Bildung an weiterführenden Schulen endet in der Untersekunda krankheitsbedingt. Nach der Schule wird er Winzer und arbeitet auf dem elterlichen Weingut.
Zum 1. März 1930 trat er der NSDAP in Ürzig bei (Mitgliedsnummer 220.431). Die Parteimitgliedschaft wurde jedoch bereits am 1. Oktober 1930 ausgesetzt, da er es versäumte, seine Mitgliedsbeiträge rechtzeitig zu bezahlen. 1931 wurde er wieder zugelassen.
Vom März 1932 bis September 1934 war er Kreisleiter von Bernkastel. Aus diesem Amt wurde er auf Betreiben des Gauleiters Gustav Simon entlassen. Dienhart galt als sehr unbeliebt und als „Schrecken der Gemeinde“. Allerdings war Simon ein guter Freund von Dienhart und rettete dessen verschuldetes Weingut. Eine angebotene Stellung in der Gauleitung lehnte Dienhart ab.
Zwischen 1933 und 1934 erfolgten zwölf Strafverfahren gegen Dienhart, so hatte er 1932 ein 16-jähriges Mädchen vergewaltigt und einem Gerichtsvollzieher gedroht. Adolf Hitler gewährte Dienhart Amnestie. Es folgte 1936 ein weiteres Verfahren wegen Meineids, das später eingestellt wurde. Gegen Ende des Zweiten Weltkriegs wurde er zur Wehrmacht eingezogen und geriet in amerikanische Kriegsgefangenschaft.
Im Entnazifizierungsverfahren wurde er zunächst als Mitläufer eingestuft. Das Landgericht Trier verurteilte ihn jedoch am 6. Juli 1948 zu zwei Jahren Gefängnis wegen Verbrechen gegen die Menschlichkeit in vier Fällen, davon in drei Fällen in Tateinheit mit Amtsanmaßung, in zwei Fällen mit Nötigung und in einem Fall mit gefährlicher Körperverletzung. Zu seinen Gunsten sprach das angeblich junge Alter, in dem er zum Kreisleiter berufen wurde. Das Gericht ging davon aus, dass er mit dieser Stellung überfordert gewesen sei. Bereits im Dezember 1948 wurde er aus der Haft entlassen. Auf Grund seines Schuldspruchs wurde er in einem neuen Entnazifizierungsverfahren als „Belasteter“ eingestuft.
Am 8. Februar 1950 hatte Dienhart einen schweren Autounfall, der ihn den Rest seines Lebens einschränkte. Er verstarb 1987 in Morbach.